# Alejandro Encinas Nájera
Alejandro Encinas Nájera (Ciudad de México, México; 13 de septiembre de 1984) es un político y politólogo mexicano, miembro del partido Morena. Es hijo de Alejandro de Jesús Encinas Rodríguez. Desde enero de 2025, se desempeña como subsecretario de Buen Gobierno en la Secretaría de Anticorrupción y Buen Gobierno.

## Ámbito académico
Encinas Nájera estudió Ciencias Políticas y Administración Pública en la Universidad Nacional Autónoma de México (UNAM). Posteriormente, cursó una maestría en Ciencias Políticas en la Universidad Autónoma de Barcelona y un doctorado en Ciencias Sociales y Humanidades en la Universidad Autónoma Metropolitana (UAM).  Su trabajo académico ha estado enfocado en el análisis de políticas públicas y relaciones internacionales, además de haber participado en diversas investigaciones y publicaciones sobre estos temas.

## Ámbito político
Desde que cursaba la universidad participó en el movimiento político encabezado por Andrés Manuel López Obrador en la campaña presidencial de 2006, donde fue parte activa de las  protestas sociales surgidas por el cuestionamiento a los resultados electorales y posteriormente también contribuyó a la campaña presidencial de 2012.
Del 2014 al 2018 trabajó en el Senado de la República como director general de investigación estratégica del Instituto Belisario Domínguez, donde colaboró en la elaboración de estudios para la toma de decisiones legislativas. Paralelamente participó como analista político en diversos espacios de comunicación como ForoTV y ADN 40.
En 2018, con el triunfo electoral de Andrés Manuel López Obrador, Encinas Nájera se incorporó a la Secretaría del Trabajo y Previsión Social (STPS) encabezada por Luisa María Alcalde, donde se desempeñó como titular de la Unidad de Política Laboral y Relaciones Institucionales. Durante este periodo, trabajó en el diseño e implementación del programa Jóvenes Construyendo el Futuro creado para brindar becas de capacitación laboral a jóvenes entre 18 y 29 años.  Asimismo, participó en el diseño de la nueva política de salarios mínimos y colaboró en la instrumentación del Plan Integral de Reparación y Justicia de  Pasta de Conchos. Además, fungió como contacto para la administración de los capítulos laborales de tratados comerciales y dio seguimiento al Mecanismo Laboral de Respuesta Rápida del T-MEC. 
El 14 de octubre de 2022, fue nombrado subsecretario de Comercio Exterior en la Secretaría de Economía encabezada por Raquel Buenrostro Sánchez. Su labor se centró en la coordinación de estrategias para fortalecer las exportaciones mexicanas y la atracción de inversiones. En materia de controversias comerciales, durante su gestión, se obtuvieron dos fallos favorables a México en paneles arbitrales del TMEC 
En enero de 2025 se incorporó como subsecretario de Buen Gobierno, nuevamente como parte del equipo de Raquel Buenrostro Sánchez, primera titular de la nueva Secretaría de Anticorrupción y Buen Gobierno. Su eje de acción se enfoca en prevenir la corrupción, perfeccionar mecanismos de compras públicas a precios justos y procesos transparentes, blindar los programas prioritarios, promover la transparencia, dignificar el servicio público y sumar a la sociedad y al sector privado en la lucha contra la corrupción.

## Publicaciones
- T-MEC y su Mecanismo Laboral de Respuesta Rápida: Una guía de acción para México.
- México: La transición a la democracia laboral.